# Тетрасульфид трихрома
Тетрасульфид трихрома — неорганическое соединение
серы и хрома
с формулой Cr3S4,
кристаллы.

## Получение
- В природе встречается минерал брецинаит — Cr3S4 с примесями Fe, V, Ti, Mn, Ni [1].

- Сплавление стехиометрических количеств чистых веществ:

{\displaystyle {\mathsf {3Cr+4S\ {\xrightarrow {940^{o}C}}\ Cr_{3}S_{4}}}}

## Физические свойства
Тетрасульфид трихрома образует кристаллы 
моноклинной сингонии, параметры ячейки a = 0,5960 нм, b = 0,3427 нм, c = 1,1253 нм, β = 91,63°, Z = 2
.
Соединение образуется по перитектоидной реакции при температуре ≈940°C.